# Cézens
Cézens település Franciaországban, Cantal megyében. Lakosainak száma 217 fő (2022. január 1.). Cézens Brezons, Cussac, Gourdièges, Paulhac, Pierrefort és Neuvéglise-sur-Truyère községekkel határos.

## Népesség
A település népességének változása:
| Lakosok száma | 492  | 374  | 332  | 260  | 226  | 224  | 218  | 215  | 214  | 217  |
|               | 1968 | 1982 | 1990 | 2006 | 2013 | 2015 | 2017 | 2019 | 2020 | 2022 |